# Campionato europeo di baseball Under-21
Il Campionato europeo di baseball Under-21 è la massima competizione europea di baseball riservata agli atleti di età non superiore ai ventuno anni, ed è organizzato dalla CEB.

## Edizioni
| Anno | Sede      |           |         |           |           |
| Anno | Sede      | Oro       | Argento | Bronzo    | Bronzo    |
| 2006 | Italia    | Russia    | Francia | Italia    | Italia    |
| 2008 | Spagna    | Spagna    | Italia  | Germania  | Germania  |
| 2010 | Rep. Ceca | Rep. Ceca | Russia  | Francia   | Francia   |
| 2012 | Rep. Ceca | Francia   | Ucraina | Rep. Ceca | Rep. Ceca |
| 2014 | Rep. Ceca | Rep. Ceca | Austria | Russia    | Russia    |
| 2016 | Israele   | Ucraina   | Russia  | Lituania  | Lituania  |

## Medagliere
| -  | Nazione   | Oro | Argento | Bronzo | Tot |
| -- | --------- | --- | ------- | ------ | --- |
| 1. | Rep. Ceca | 2   | 0       | 1      | 3   |
| 2. | Russia    | 1   | 2       | 1      | 4   |
| 3. | Francia   | 1   | 1       | 1      | 1   |
| 4. | Ucraina   | 1   | 1       | 0      | 2   |
| 5. | Spagna    | 1   | 0       | 0      | 1   |
| 6. | Italia    | 0   | 1       | 1      | 2   |
| 7. | Austria   | 0   | 1       | 0      | 1   |
| 8. | Germania  | 0   | 0       | 1      | 1   |
| 8. | Lituania  | 0   | 0       | 1      | 1   |